# Juha Muje
Juha Muje, född 15 augusti 1950 i Jakobstad, Finland, död 9 februari 2020 i Helsingfors, var en finländsk skådespelare. 

## Filmografi (urval)
- 1982 – Den galne mjölnaren
- 1992 – Krigarens hjärta
- 1998 – Hudens tid
- 2003 – Raid